# Mischa Levitzki
Mischa Levitzki, Levitsky (ur. 25 maja 1898 w Krzemieńczuku, zm. 2 stycznia 1941 w Avon-by-the-Sea w stanie New Jersey) – amerykański pianista pochodzenia rosyjskiego.

## Życiorys
Jako dziecko uczył się przez krótki czas gry na fortepianie w Warszawie u Aleksandra Michałowskiego. W 1905 roku wyemigrował wraz z rodzicami do Stanów Zjednoczonych, gdzie w latach 1906–1911 kształcił się w nowojorskim Institute of Musical Art u Zygmunta Stojowskiego. Od 1911 do 1915 roku przebywał w Berlinie, gdzie kontynuował naukę u Ernsta von Dohnányiego w Hochschule für Musik. Początkowo występował jako koncertujący pianista w Europie, następnie powrócił do Stanów Zjednoczonych, gdzie zadebiutował w 1916 roku recitalem w Nowym Jorku. Zdobył sobie popularność wśród publiczności amerykańskiej jako pianista wirtuoz, wykonywał głównie miniatury z okresu romantyzmu. Dokonywał nagrań płytowych dla wytwórni Columbia Records i HMV.
Skomponował Koncert fortepianowy oraz kadencję do III koncertu fortepianowego c-moll Ludwiga van Beethovena.